# シャノン島
シャノン島(シャノンとう、Shannon)はグリーンランド東部の北東グリーンランド国立公園にある島である。Hochstetter Forelandに位置し、面積は1,466 km2 (566 sq mi)。ダグラス・クレイバリングにより、1823年にイギリス海軍のフリゲート艦HMS Shannon (1806)にちなんで命名された。38門の大砲を備えたそのフリゲート艦で彼は海軍少尉候補生としてフィリップ・ブローク卿の配下にいた。
ほとんどのランドマークは、カール・コルデバイ指揮下の1869年から1870年のドイツの第二極地探検で命名された。1943年10月と1944年6月の間に、ドイツの気象学的探検Bassgeigerが困難な状況の中Kap Sussiで行われた。作戦に使われた船Coburgは難破した。後に乗組員は発見され、ノルウェーに飛行機で搬送された。
島にはいくつかの漁師の小屋があり、それが氷の状態をよくしたと評価されている。